# Callionymus risso
Callionymus risso, tên thông thường là cá đàn lia Risso, là một loài cá biển thuộc chi Callionymus trong họ Cá đàn lia. Loài này được mô tả lần đầu tiên vào năm 1814.

## Phân bố và môi trường sống
C. risso có phạm vi phân bố rộng rãi ở Đông Bắc Đại Tây Dương. C. risso xuất hiện ở ngoài khơi bờ biển Bồ Đào Nha và Tây Ban Nha, trải rộng về phía tây đến Địa Trung Hải và Biển Đen. C. risso chủ yếu được ghi nhận ở lưu vực phía bắc Địa Trung Hải: từ Gibraltar đến bờ biển Israel, bao gồm cả biển Adriatic và biển Aegea. Ở phía nam Địa Trung Hải, C. risso đã được ghi nhận tại Tunisia, nhưng không có mặt từ Ai Cập đến hầu hết bờ biển Libya. Tại Biển Đen, C. risso được tìm thấy chủ yếu ở phía bờ tây và bờ bắc. C. risso sống trên đáy cát, được tìm thấy ở độ sâu khoảng từ 10 đến 150 m.

## Mô tả
Chiều dài tối đa được ghi nhận ở C. risso là khoảng 18 cm. C. risso là loài dị hình giới tính: vây lưng thứ nhất và thứ hai của cá đực vươn cao hơn so với cá cái, và màu sắc trên cơ thể cũng có đôi chút khác biệt. Cơ thể của chúng có màu nâu. Lưng và hai bên thân lốm đốm đen. Vây lưng của cá đực có màu sáng, nhiều chấm đen. Vây lưng cá cái hơi có màu đen.
Thức ăn của C. risso là các loài động vật không xương sống ở sát đáy, chủ yếu là giun biển và động vật giáp xác.
Số gai ở vây lưng: 3 - 4; Số tia vây mềm ở vây lưng: 7 - 9; Số gai ở vây hậu môn: 0; Số tia vây mềm ở vây hậu môn: 8 - 9; Số tia vây mềm ở vây ngực: 16 - 20; Số gai ở vây bụng: 1; Số tia vây mềm ở vây bụng: 5.